# Tvrdonice
Tvrdonice – miejscowość i gmina (obec) w Czechach, w kraju południowomorawskim, w powiecie Brzecław. W 2022 roku liczyła 2079 mieszkańców.